# Moderne Islamische Philosophie
Der Beginn der islamischen Moderne wird allgemein an der Invasion Napoleons in Ägypten 1798 festgemacht. Der Beginn der modernen islamischen Philosophie wird im 18. Jahrhundert ausgemacht. Innerhalb der modernen islamischen Philosophie kann zwischen drei Hauptströmungen unterschieden werden:
1. die philosophischen Reaktionen auf die westlichen Einflüsse,
2. die Wiederentdeckung mystischer und illuminationistischer Philosophiekonzeptionen und
3. die Verbindung nicht-islamischer und islamischer Ansätze.

## Historischer Kontext
Der persische Raum erlebte im 15. und 16. Jahrhundert mit der Schule von Isfahan eine Blütezeit der islamischen Philosophie. Im arabischen Raum wurde die Philosophie im 18. und 19. Jahrhundert hauptsächlich im Rahmen von theologischem Unterricht gelehrt, löste sich aber seit 1867, als an der Azhar-Universität in Kairo Philosophie als eigenständiges Fach eingeführt wurde, von der Theologie. Im 20. Jahrhundert wurde Philosophie eigene akademische Disziplin, wobei auch europäische Philosophie rezipiert wurde. Deren Einfluss auf die Entwicklung der modernen islamischen Philosophie ist jedoch schwer zu beurteilen. Zu Beginn des Jahrhunderts lagen erst wenige Übersetzungen europäischer Philosophen vor und die Auswahl der Lektüre hing zudem stark von der als zeitgenössisch wahrgenommenen Philosophie der Kolonialmächte ab.
Die Ägyptische Expedition Napoleon Bonapartes von 1798/99 markiert den ersten direkten Zusammenstoß der islamischen Welt mit westlicher militärischer Übermacht, kolonialen Zielen und westlichem Überlegenheitsdenken (der „mission civilisatrice“). Die politische und wirtschaftliche Dominanz Europas im 19. und frühen 20. Jahrhundert führte zu einer von Eigeninteressen geleiteten Politik des Kolonialismus gegenüber den Ländern der Islamischen Welt und deren Aufteilung in Interessensphären der jeweiligen Kolonialmächte, der die betroffenen Länder nichts entgegenzusetzen hatten. Insgesamt führten die tief greifenden Veränderungen durch die europäische Besetzung und Kolonisation auch zu einer verstärkten Auseinandersetzung der modernen Denker mit dem eigenen philosophischen Erbe.
Außerdem wurde die Verbreitung von Büchern arabischer Autoren, aber auch die Übersetzung von europäischen Schriften im Orient dadurch erschwert, dass der Buchdruck mit beweglichen Lettern kaum für die Wiedergabe der in der arabischen Schrift üblichen Ligaturen geeignet war und die Schrift unästhetisch und manchmal fast unleserlich machte. Massenauflagen wurden  erst durch die Erfindung der Lithographie durch Aloys Senefelder ermöglicht.

## Strömungen
Innerhalb der modernen islamischen Philosophie lassen sich drei Hauptströmungen ausmachen.
Die erste Strömung ist gekennzeichnet durch eine Auseinandersetzung der islamischen Philosophen mit den westlichen Einflüssen. Denker dieser Strömung versuchten seit der Mitte des 19. Jahrhunderts die islamische Philosophie von anderen Einflüssen abzugrenzen und neu zu definieren. Vertreter dieser Strömung sind beispielsweise Hasan Hanafi und Muhammad al-Djabiri.
Die zweite Strömung ist die Fortsetzung und Wiederbelebung der mystischen und illuminationistischen Philosophietradition, die auf das 12. Jahrhundert in Persien zurückgeht. Die modernen Denker wie Henry Corbin, Seyyed Hossein Nasr oder Mehdi Hairi Yazdi stehen in der illuminationistischen Tradition, wie sie von Schihab ad-Din Yahya Suhrawardi und Mulla Sadra begründet wurde.
Die dritte Strömung umfasst Philosophen, die explizit nicht-islamische Gedanken in ihre Arbeit miteinbezogen wie beispielsweise existentialistische oder hegelianische Ideen.
Insgesamt ist zu beachten, dass es in diesem Raum auch zeitgenössische nicht-islamische Philosophie gibt, die jedoch hier nicht behandelt wird.

### Erste Strömung: Reaktionen auf die Herausforderungen des Westens
Während des christlichen Mittelalters ist die islamische Welt in wissenschaftlichen, kulturellen und politischen Fragen wesentlich fortschrittlicher und moderner gewesen. Seit dem ausgehenden 19. Jahrhundert wurde immer deutlicher, dass sich dieses Verhältnis umgekehrt hatte. Die Suche nach den Gründen für die offensichtlich gewordene Rückständigkeit, und nach Möglichkeiten der Modernisierung unter den gegebenen politischen Rahmenbedingungen der islamischen Welt beschäftigte schon die Reformer des 19. und frühen 20. Jahrhunderts.

#### Der Turath-Diskurs
Die Ansätze, sich stärker mit der eigenen islamischen Tradition und vor allem auch der Philosophietradition auseinanderzusetzen, werden als Turath-Diskurs zusammengefasst. Der arabische Begriff „turath“ (al-Turath / الــتـراث / ‚Erbe‘) bedeutet (kulturelles) Erbe. Den Denkern dieser Debatte war es wichtig, selbst die eigene Tradition aufzuarbeiten und nicht vom Westen herangetragene Konzepte zu verwenden. Die Diskussion beschäftigte sich auch mit der Frage, wie die eigene Moderne ausgestaltet werden sollte.
Eng verbunden mit dem Konzept des Erbes ist die Suche nach Authentizität oder Originalität. Die moderne arabische Sprache hat hierfür den Begriff „asala“ (al-Asala / اصالا / ‚Authentizität, Originalität‘) geprägt. Asala, die Identitätsbehauptung, ist ein Schlüsselbegriff der intellektuellen Diskussion, die Frage nach ihrer Verwirklichung wird in breiter Öffentlichkeit diskutiert. Er entspringt der Sorge um einen möglichen Kulturverlust durch den sozialen Wandel und der Behauptung der islamischen, insbesondere der arabischen Identität in der modernen Zeit.
Innerhalb dieses Modernediskurses können zwei Bewegungen ausgemacht werden, die sich mit einer Wiederbelebung des eigenen religiösen Erbes beschäftigten: die liberalere Nahda-Bewegung und die konservativere salafistische Bewegung.
Die Nahda-Bewegung (Renaissance, Wiedergeburt) kam zwischen 1850 und 1914 in Großsyrien auf. Die Bewegung, die sich neben Syrien hauptsächlich auf Ägypten erstreckte, versuchte die modernen Errungenschaften der europäischen Kultur mit den Grundsätzen der klassischen islamischen Kultur zu vereinen. Der Aufschwung bezog sich nicht nur auf die Philosophie, sondern auf alle kulturellen Bereiche.
Die Position der Salafiyya orientiert sich an den „Vorfahren“ (arabisch سلف Salaf ‚Vorfahre; Vorgänger‘). Der Begriff der Vorfahren, deren Handlungsweise zur Richtschnur für die moderne islamische Welt werden solle, wird unterschiedlich eng gefasst. In der strengsten Auslegung beschränkt sich die Vorbildfunktion auf die „Salaf aṣ-Ṣāliḥ“, die drei ersten muslimischen Generationen von Mohammed an, entsprechend der Ära der „rechtgeleiteten“ Kalifen. Alternativ wird die Zeitspanne des „arabischen Rationalismus“ bis zum 13. Jahrhundert zur Orientierung herangezogen, die mit den Namen der Philosophen Ibn Sina und Ibn Ruschd verbunden ist, aus deren Anwendung oder Weiterentwicklung der Anschluss an das wissenschaftliche Zeitalter gelingen könnte. Neben ibn Sina und ibn Ruschd wurde auch die rationalistische Schule der Muʿtazila und der soziologische und geschichtsphilosophische Ansatz Ibn Chaldūns wiederentdeckt.

#### al-Afghani und die Bedeutung der Religion
Dschamāl ad-Dīn al-Afghānī (1838–1897) beschäftigte sich besonders mit der Frage, warum die islamische Welt relativ hinter dem Westen zurückgefallen sei. Zudem entwickelte er in einer geschichtsphilosophischen Untersuchung eine eigene Vorstellung wie ein islamisches Modernekonzept aussehen könnte.
In al-Afghanis Philosophie nimmt der Islam und die Religion generell eine zentrale Stellung ein. Er kritisierte die moderne westliche Philosophie besonders die naturalistischen und materialistischen Ansätze, die teilweise die Existenz Gottes ablehnen. Für ihn ist Religion die treibende Kraft für den Zivilisations- und Fortschrittsprozess der Menschen. Die Religion rege die Menschen zu friedlichem Verhalten und zur Unterdrückung schlechter Neigungen an. Dies geschieht z. B. durch die Aussicht auf eine höhere, göttliche Welt. Für al-Afghani fördert die Religion den Fortschritt, da sie zu Wettbewerb zwischen den unterschiedlichen religiösen Gruppen führt. Religiöser Glaube stärkt nach al-Afghani die moralischen Eigenschaften der Menschen wie beispielsweise Ehrlichkeit und Bescheidenheit. Anhand ausgewählter Fälle der Weltgeschichte argumentiert er, dass große Zivilisationen immer dann verfielen, wenn ihre moralischen und religiösen Grundlagen erodierten. So begründet er beispielsweise auch den Erfolg der Mongolen im islamischen Raum. Ein ähnliches Ende prophezeite er den sozialistischen und nihilistischen Bewegungen, die der Religion keinen Platz in ihrer Ideologie einräumen.
Die relative Rückständigkeit der islamischen Welt gegenüber der westlichen Moderne sah al-Afghani in der Übermacht der zeitgenössischen islamischen Bildungselite begründet. Er warf ihnen vor, die Freiheit des Denkens im Islam einzugrenzen.
Die Lösung sah er in einer Rückkehr zu den Wurzeln des Islam. Al-Afghani argumentierte, dass der Islam eine rationale Grundlage habe und diese Verbindung zwischen Rationalität und Religiosität, die Lösung für den Zugang zur Moderne sei.
Al-Afghani hat mit seinen Ansichten einen Zweig der Moderne, nämlich die „Re-Islamisierungsbewegung“ angestoßen. Seine Schüler waren Muhammad Abduh und Raschid Rida.

#### Al-Djabiri und die Kritik der arabischen Vernunft
Der marokkanische Philosoph Muhmamad abid al-Djabiri (* 1936) sucht den Zugang zur Moderne über dekonstruktivistische Methoden. Er sieht den Grund für die Rückständigkeit in der verschütteten arabischen Identität. So gibt es nach Djabiri eine Tradition des rationalistischen Denkens im Islam, nur sei sie momentan überlagert von anderen Denkansätzen. Diese arabische „Vernunft“ möchte er mit der Methode der Kritik an der eigenen islamischen Geschichte wieder freilegen. Hier orientiert er sich an den postmodernen Ansätzen wie der Kritik von Foucault oder Derrida. Das Rationale ist für ihn das wesentliche Element des islamischen Erbes (turath), dem sich zugewendet werden soll.
Djabiri argumentiert, dass sich die östlichen (mashriq) und die westlichen Gebiete (maghrib) der islamischen Welt gedanklich auseinander bewegt hätten. In der östlichen Welt hat sich in der Weiterentwicklung Avicennas eine irrationale Philosophie entwickelt, die mystische, esoterische und spirituelle Elemente enthält wie beispielsweise die illuminationistische Philosophie Suhrawardis oder Mulla Sadras. In den westlichen Gebieten beschreibt Djabiri eine Tradition des kritischen Rationalismus und in der Philosophie des Ibn Ruschd (latinisiert Averroes) gipfelte.
Nach Djabiri setzten sich im islamischen Raum irrationale Philosophierichtungen durch und verhinderten einen Aufschwung der Wissenschaften. Die rationale Philosophie des Ibn Ruschd hingegen, habe sich in Europa ausgebreitet und dort einer rationalen Denkart Vorschub geleistet.
Djabiri sieht in Philosophie des Ibn Ruschd eine Verbindung zwischen Rationalität und Islam, die für ihn wegweisend für die Moderne ist. Das Ergebnis ist für Djabiri ein Zugang zur Moderne, der speziell islamisch und nicht von westlichen Rationalitätskonzepten überlagert ist. Die Philosophie Djabiris ist im arabischen Raum recht populär.

#### Hasan Hanafis „Okzidentalistik“
Der ägyptische Philosophieprofessor Hasan Hanafi (1935–2021) kritisiert Djabiris ablehnende Haltung gegenüber mystischer, illuminationistischer und spiritueller Philosophie. Auch Hanafi vertritt die These einer verschütteten, islamischen Identität. Die Wiederentdeckung des kulturellen Erbes möchte er jedoch nicht wie Djabiri über postmoderne Methoden erreichen, sondern über eine Kritik an der europäischen Kultur. Er wählt einen hermeneutisch-phänomenologischen Zugang. Hanafi favorisiert keine reine Rückbesinnung auf das traditionelle Erbe des Islam, stattdessen möchte er den Weg in die Moderne untersuchen. Seiner Meinung nach besteht keine Notwendigkeit mehr für die islamische Welt, einen Zugang zur Moderne zu finden, denn die Moderne ist bereits universell und alle Gesellschaften haben daran teil.
Allerdings kritisiert er, dass das bestehende Konzept der Moderne gescheitert sei, da es allein auf europäischen Grundlagen aufbaue. Er macht es sich deshalb zum Ziel, diese Grundlagen zu analysieren und anhand der Ergebnisse ein islamisches Modernekonzept zu entwickeln. Seine Arbeit bezeichnet er ironisch als „Okzidentalistik“ (im Gegensatz zur Orientalistik).
Am westlich dominierten Modernekonzept kritisiert Hanafi, dass es bestimmte Zentrumskulturen gibt, die Peripherkulturen wie beispielsweise die islamische kolonisiert und unterdrückt haben. Diese Peripherkulturen seien durch den westlichen Einfluss verformt und entstellt. Hanafi beschreibt, dass die Peripherkulturen sich durch Erschließung der wissenschaftlichen Methoden der Zentrumskulturen und einer Analyse der bisherigen Moderneentwicklung, eine eigenständige, neue Modernekonzeption entwickeln können.
Solch ein neues Konzept müsste nach Hanafi die Prinzipien der Gleichheit und der Einheit für alle Menschen verwirklichen. Für die Zentrumskulturen beschreibt er eine Phase der Dekadenz und postuliert für sie die Notwendigkeit neue gedankliche Anregungen aus den Peripherkulturen zu bekommen.
Hanafis Interpretation von „turath“ bedeutet die Verbindung von den eigenen kulturellen Wurzeln mit dem Streben nach einer neuen, besseren Modernekonzeption.

#### Fouad Zakariya: Laizismus
Polemische Kritik an den genannten Konzepten äußert der ägyptische Philosoph Fouad Zakariya. Er weist die Vorstellung zurück, dass der Islam mehr vermöge als eine Richtschnur für das Leben der Muslime zu sein. Vor allem könne sie nicht das säkulare Leben in allen seinen Aspekten anleiten oder die Probleme der Unterentwicklung lösen, denen sich die islamischen Gesellschaften heute allerorten gegenübergestellt sähen. Das Bestreben, die Lehren des Koran oder die Regeln des Stadtstaats von Medina als Modell für moderne Gesellschaftsordnungen zu verwenden, seien ein Anzeichen für eine Entfremdung, die ebenso gefährlich sei wie die „Okzidentalisierung“, die sie zu beheben vorgebe. Für Zakariya ist der Laizismus, die Trennung von Religion und Politik, kein Synonym für Atheismus, sondern ein Ideal, welches überall dort gelte, wo eine Gesellschaft durch „mittelalterliches autoritäres Denken“ bedroht werde. Authentizität entstehe nicht durch Festhalten an Turath, sondern durch ein Herauswachsen aus diesem und das Erreichen einer neuen Stufe, die das Erbe bereichere und seine Werte weiterentwickele.

### Die zweite Strömung: Wiederbelebung der Mystik und der Illumination
Im persischen Raum dominierte seit dem 12. Jahrhundert die Tradition der illuminationistischen Philosophie. Die modernen islamischen Denker wie Henry Corbin, Seyyed Hossein Nasr oder Mehdi Hairi Yazdi griffen in ihren eigenen philosophischen Ansätzen auf die Grundlagen der illuminationistischen Tradition zurück, die von Suhrawardi begründet wurde. Das Zentrum der neueren Ansätze stellt Iran dar.

#### Henry Corbin
Der französische Philosoph Henry Corbin (1903–1978), der im Iran lebte und arbeitete, wird auch als Neo-Illuminist bezeichnet. Er entwickelte seine Lehren auf der Grundlage von Suhrawardis Vorstellungen. Für Corbin gibt es eine ewige Weisheit der Philosophie, die mithilfe illuminationistischer Philosophie wiedererkannt werden soll. Sowohl Henry Corbin als auch Seyyed Hossein Nasr zielen in ihren Theorien auf die mystische Dimension der Illuminationsphilosophie ab.

#### Seyyed Hossein Nasr
Seyyed Hossein Nasr (* 1933) ist einer der berühmtesten zeitgenössischen, islamischen Philosophen. Nasr bezieht sich in seiner Philosophie auf sufische, mystische und illuminationistische Grundsätze. Sein Interesse gilt der Frage, wie unterschiedliche Religionen in der modernen Welt miteinander auskommen können. Die Verbindung, die er zwischen allen Menschen sieht, ist spiritueller Natur. Im Bereich des Mystizismus sieht Nasr die verschiedenen Glaubensrichtungen miteinander verbunden. Seiner Ansicht verlangt es die moderne Welt, dass diese unterschiedlichen Glaubensrichtungen miteinander in den Dialog treten, siehe Interreligiöser Dialog.
Im Islam sieht Nasr Ansätze, die die moderne Welt verbessern könnten. So kritisiert Nasr beispielsweise den schnellen technologischen Fortschritt, der sich losgelöst von den Menschen vollziehe, die Umweltverschmutzung und die Überbevölkerung. Die islamische, östliche Philosophie bietet für Nasr eine Lösung dieser Probleme, denn sie betont die Einheit zwischen Natur und Menschen und die spirituelle Einheit der Menschheit insgesamt.

#### Mehdi Hairi Yazdi
Der Iraner Mehdi Hairi Yazdi (1923–1999) hatte eine umfassende Kenntnis der islamischen als auch der europäischen und der amerikanischen Philosophie. Nach dem Studium und langjähriger Lehrtätigkeit in den USA und Kanada kehrte Yazdi in den Iran zurück. In seinen Veröffentlichungen beschäftigte sich Yazdi ausführlich mit der illuminationistischen Lehre und entwickelte seine Gedanken in Auseinandersetzung mit Begriffen, Methoden und Positionen der analytischen Philosophie.

### Die dritte Strömung: Verbindung mit nicht-islamischer Philosophie
Die dritte Strömung der modernen islamischen Philosophie umfasst Ansätze, die ursprünglich nicht islamische Konzepte mit islamischen Konzepten verbinden. Hierbei ist besonders die griechische Philosophietradition zu nennen.
Diese Strömung schließt auch islamische Denker mit ein, die explizit moderne westliche Philosophiekonzepte anwenden, um Philosophieprobleme der islamischen Welt zu lösen. Als prominenteste Vertreter sind beispielsweise der pakistanische Philosoph Chauldhry A. Qadir zu nennen, der in seiner Arbeit islamische Philosophie mit logischem Positivismus zusammenzuführen versucht. Abd al-Rahman Badawi beschäftigte sich mit der Übertragung existentialistischer Vorstellungen auf die arabische Gesellschaft. Muhammad Aziz Lahbabi entwickelte eine eigene ontologische Theorie durch die Zusammenführung von traditioneller islamischer und hegelianischer Ontologie. Der aus Afghanistan stammende Philosoph in Deutschland Ahmad Milad Karimi spricht von falsafa („Philosophie“) als einer islamischen Religionsphilosophie und sieht in Hegel und Heidegger Ansätze für das religiöse Denken im Islam.